# Le tre Grazie (van Loo 1765)
La tre Grazie (Les trois Grâces) è un dipinto del pittore Charles-André van Loo, realizzato nel 1765 e conservato nel castello di Chenonceau, in Francia.

## Storia
L'opera è la seconda che l'artista fece sul tema delle tre Grazie. Infatti, la prima versione (andata perduta e della quale resta uno studio, oggi a Los Angeles) venne esposta al Salone di Parigi del 1763, ma l'opera non venne ben accolta da alcuni critici e dalla marchesa di Pompadour, pertanto il pittore promise che avrebbe ricreato il quadro. La nuova versione venne esposta postuma al Salone del 1765.

## Descrizione
Le Grazie sono delle figure della mitologia greco-romana ed erano le figlie di Zeus (Giove per i romani) ed Eurinome. Queste dee legate alla vegetazione e alla bellezza erano rappresentate molto spesso nella storia dell'arte occidentale, come dimostrano le opere di artisti quali Lucas Cranach il Vecchio, Antonio Allegri da Correggio e Pietro Paolo Rubens. Come nel dipinto originale, le tre Grazie sono raffigurate in un ambiente pastorale, con un cielo azzurro sullo sfondo, ma non è presente la tela appesa tra i rami dell'albero che sovrastava il trio dell'altro dipinto. Le ragazze si tengono per mano formando un semicerchio, e la Grazia centrale non è di spalle come nella maggior parte delle opere del periodo, anticipando un espediente presente nella versione scultorea realizzata nel secolo successivo dal Canova. Tutte e tre sono nude, e solo dei panni bianchi coprono le parti intime delle Grazie di destra. I loro capelli sono adornati dai gioielli e nelle mani reggono delle piante, inclusa una rosa.
Tradizionalmente si credeva di riconoscere nei volti di queste fanciulle i ritratti delle signorine Mailly-Nesle, che furono delle favorite durante il regno di Luigi XV, ma è molto improbabile che sia così in quanto tutte e tre erano già morte all'epoca della realizzazione dell'opera: Pauline Félicité de Mailly-Nesle era deceduta nel 1741, Marie-Anne de Mailly-Nesle nel 1744 e Louise Julie de Mailly-Nesle nel 1751.